# ماركوس سيمونز
ماركوس سيمونز (بالإنجليزية: Marcus Simmons)‏ (28 يناير 1988 بالإسكندرية في الولايات المتحدة - ) هو لاعب كرة سلة أمريكي في مركز مدافع مسدد الهدف. لعب مع فورت واين ماد أنتس.

## وصلات خارجية
- ماركوس سيمونز على موقع سبورتس رفرنس (الإنجليزية)
- ماركوس سيمونز على موقع كرة السلة الأوروبية.كوم (الإنجليزية)
- ماركوس سيمونز على موقع كلية كرة السلة في سبورتس رفرنس.كوم (الإنجليزية)
- ماركوس سيمونز على موقع ريلجم (الإنجليزية)
- ماركوس سيمونز على موقع بروبوليرز (الإنجليزية)
- ماركوس سيمونز على موقع سبورتس رفرنس (الإنجليزية)